# Henrik Eigenbrod
Poul Henrik Eigenbrod (født 19. maj 1956), kendt som Henrik Eigenbrod, er en dansk fodboldspiller og træner. Han spillede som forsvar i sin aktive karriere. Han spillede for Kjøbenhavns Boldklub, Odense Boldklub samt hollandske AZ Alkmaar. Han spillede ni kampe og scorede to mål for Danmarks fodboldlandshold fra 1981 til 1984. Desuden spillede han tre kampe for Danmarks U/21-fodboldlandshold. Han var træner for Jægersborg Boldklub fra 1990 til 1993.